# Dominikanerkloster Bunzlau

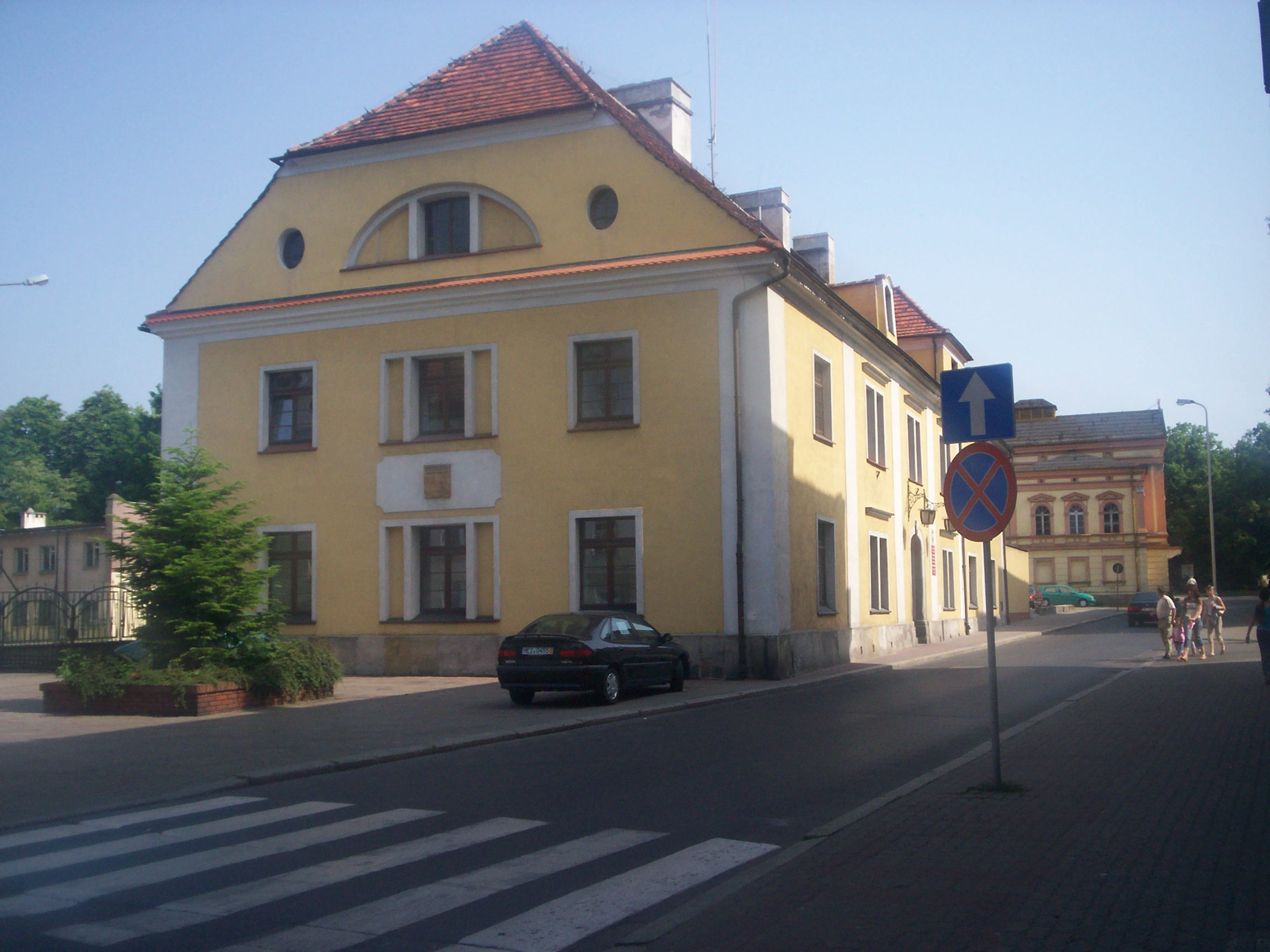
Ehemaliges Refektorium des Dominikanerklosters

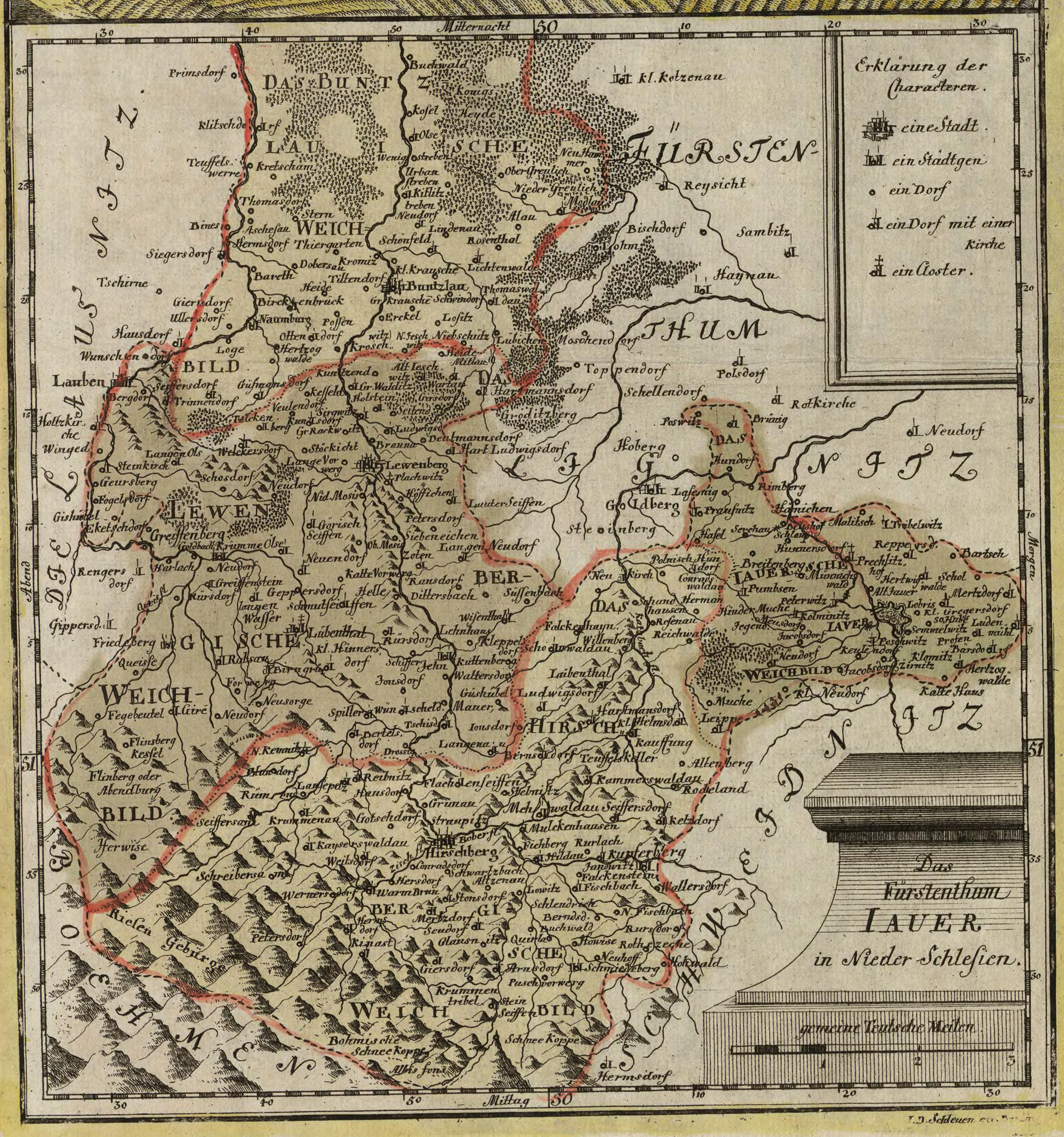
Bunzlau im Herzogtum Jauer (Das Buntzlauische Weichbild)

Das Dominikanerkloster Bunzlau war ein Kloster des Prediger- oder Dominikanerordens (lateinisch Ordo (fratrum) Praedicatorum), in Bunzlau im vormaligen Weichbild des Herzogtum Liegnitz bzw. ab 1346 im Herzogtum Schweidnitz-Jauer in Schlesien (seit 1945 Bolesławiec in Polen.) Das Kloster wurde wohl vor 1260 gegründet und in der Reformation nach dem Tod des letzten Mönchs (1545) vom Magistrat der Stadt Bunzlau eingezogen. Nachdem die Mönche 1660 wieder in ihr Kloster zurückkehrten, musste die Stadt den Klosterbesitz wieder herausgeben. 1810 wurde das Kloster durch den preußischen Staat säkularisiert, 1816 die Klosterkirche abgerissen.

## Lage
Das Kloster befand sich im nordwestlichen Teil des heutigen Altstadtkerns von Bunzlau. Von den Klostergebäuden hat sich nur das ehemalige Klosterrefektorium erhalten, das allerdings erst 1714 vom damaligen Prior Leopold Fuchs an die älteren Klostergebäude angebaut wurde. Die älteren Klostergebäude und die Klosterkirche wurden abgebrochen. In diesem kleinen Gebäude des ehemaligen Dominikanerklosters befindet sich heute der Sitz der Landgemeinde Bolesławiec. Die Adresse ist: Teatralna 1A, 59-700 Bolesławiec, Polen.

## Geschichte
Die Dominikaner werden zu den Bettelorden gerechnet; der Orden wurde 1215 als Predigergemeinschaft auf Grundlage der Augustinusregel zugelassen. Durch ihre Predigten in Landessprache und das Armutsprinzip waren die Dominikaner (oder Prediger, wie sie zunächst fast ausschließlich genannt wurden) besonders in den unteren Bevölkerungsschichten sehr beliebt; der Orden breitete sich rasch im christlichen Europa aus. Schon 1228 entstand in Breslau das erste Dominikanerkloster in Schlesien.

### Gründung
Wann genau das Kloster in Bunzlau gegründet wurde und wer der Stifter war, ist urkundlich nicht überliefert. Nach Heyne soll das Kloster 1234 von Herzog Heinrich I. von Schlesien gegründet worden sein. Dafür gibt es aber keinen Beleg. Eduard Mühle nennt als Gründungszeit 1260–64, wobei er keinen Stifter anzugeben weiß. Das Kloster in Bunzlau wurde erstmals erwähnt in den Acta Capitulorum Generalium des Dominikanerordens von 1260, den Protokollen über die Generalversammlung des Ordens 1260 in Straßburg, wo es in den Dominikanerorden aufgenommen wurde. Das Kloster wurde somit sehr wahrscheinlich Anfang der 1260er Jahre aufgebaut. Nach Wernicke hat sich das Klosterarchiv nur fragmentarisch erhalten (keine Urkunden vor 1400), sodass die frühe Geschichte des Klosters nur dürftig dokumentiert ist. Es gehörte zur polnischen Ordensprovinz der Dominikaner, und politisch zum Herzogtum Liegnitz.
Nach dem Amtsantritt des Breslauer Bischofs Thomas II. kam es 1271/72 zum Streit zwischen dem Bischof und den Herzögen Heinrich IV. von Breslau (reg. 1270–1290), Boleslaus II. von Liegnitz und Konrad I. von Glogau (reg. 1249–1274) um die Zehntrechte in den neu angelegten Dörfern. Besonders heftig war die Auseinandersetzung zwischen Bischof Thomas und Herzog Heinrich IV. von Breslau. Aber auch Herzog Konrad I. von Glogau wurde 1272 vom Bischof mit dem Interdikt belegt. Am 3. September 1272 befahl Bischof Thomas II. von Breslau dem Prior und den Brüdern des Dominikanerordens in Bunzlau das Interdikt einzuhalten. Als Ausnahmen galten nur die Taufe neugeborener Kinder und die Buße Sterbender.
Am 6. November 1287 erteilte der Apostolische Legat und Kardinalbischof von Tusculum Johann den Dominikanerkirchen der polnischen Ordensprovinz das Recht den Besuchern der Kirchen einen vierzigtägigen Ablass zu erteilen. Außerdem erhielten sie das Recht, dass sie von wegen Raub, Diebstahl oder Wucher konfiszierten Gütern, deren rechtmäßiger Besitzer nicht festzustellen ist, vorneweg 25 Mark erhielten.

### Schenkungen an das Kloster und Besitz
Nach Colmar Grünhagen gehörten das sog. Kaltevorwerk, die vor der Stadt gelegene Mönch- oder Pfeffermühle, der sogenannte Buchenwald und diverse Zinsen zum Besitz des Klosters. Unklar ist allerdings, wann das Kloster in diesen Besitz gekommen ist. 1333 wurde das Bunzlauer Burglehn an die Familie von Waldau versetzt. Diese Familie hatte mit Zustimmung von Herzog Heinrich I. von Jauer dem Dominikanerkloster 5 Mark jährlichen Zins gestiftet.

### Zerstörung des Klosters durch die Hussiten
Am 6. April 1427 erstürmten die Hussiten unter Führung des Hynek Kruschina von Lichtenburg die Stadt Bunzlau. Sie plünderten und brachten zahlreiche Bewohner der Stadt um. Sieben Dominikanermönche und die Geistlichen der Pfarrkirche wurden in die Bunzlauer Pfarrkirche St. Hedwig gebracht und dort gefesselt. Anschließend wurde die Kirche in Brand gesetzt; alle Geistlichen kamen um. Auch das Dominikanerkloster brannte ab. Laut Stadtchronik überlebte nur ein Mönch, Anton Seifert, den Brand bzw. die Zerstörung des Klosters. Das Kloster wurde bereits 1432 wieder aufgebaut.
1432 schloss sich das Breslauer Dominikanerkloster einer Reformbewegung innerhalb des Dominikanerordens an. Es wurde daraufhin zusammen mit drei anderen Dominikanerklöstern quasi von der polnischen Ordensprovinz abgetrennt und dem Ordensmeister der Dominikaner direkt unterstellt. Von einer Reform des Bunzlauer Dominikanerklosters ist nichts bekannt, Bunzlau wird auch später nicht unter dem exemten Dominikanerklöstern aufgezählt. 1446 bestimmte der Breslauer Vikar Lukas Abakuk in seinem Testament, dass die Dominikaner in Bunzlau 12 Gulden zur Beschaffung eines Kelches für ihre Klosterkirche erhielten. Der Stifter sollte dafür in das Nekrologium eingetragen werden, und es waren Heilige Messen für ihn zu lesen.
Der 1508 verstorbene Pfarrer Thomas Rademann in Giersdorf hatte seine Bücher dem Dominikanerkloster Bunzlau testamentarisch vermacht. In der Klosterbibliothek „... sollen sie angekettet und mit zwei Schlössern verwahrt werden, wozu der Obere im Kloster einen und der Konvent den andern Schlüssel zu führen hat.“

### Terminei und Badestube der Bunzlauer Dominikaner in Görlitz
Die Dominikaner waren ein Bettelorden, und jedes Dominikanerkloster hatte, um Konflikte mit anderen Dominikanernklöstern zu vermeiden, einen abgegrenzten Klosterkreis, in dem dieses Dominikanerkloster das ausschließliche Recht hatte Almosen zu sammeln. Im Allgemeinen sind diese Klosterkreise allerdings schlecht bekannt. Vom Bunzlauer Dominikanerkloster ist bekannt, dass die Mönche 1370 vom Magistrat in Görlitz die Erlaubnis bekamen, in Görlitz zu predigen, Beichte zu hören und Almosen zu erbitten. Sie besaßen als Stützpunkt ein Haus in Görlitz. Wie sie zu diesem Haus kamen, wusste schon Knauth nicht mehr. Die Almosensammlungen ortsfremder Mönche wurden von den Görlitzer Franziskanermönchen als auch den Pfarreigeistlichen nicht gerne gesehen, da sie ihnen finanzielle Einbußen einbrachten  Am 18. Juni 1456 brannte das Termineihaus der Dominikaner zusammen mit 40 anderen städtischen Häusern ab. Das Kloster in Bunzlau hatte aber kein Geld für den Wiederaufbau, und so verkauften die Bunzlauer Mönche die Hausstelle 1460 an den Rat von Görlitz, allerdings mit der Zusage, dass der Magistrat den Dominikanern auch weiterhin das Sammeln von Almosen in Görlitz gestattet.
Außerdem besaßen die Ordensbrüder noch eine Badestube in Görlitz, die von einem Bruder Wenzlaw Balneatoris betrieben wurde. Auch hier ist nicht bekannt, wie und wann sie in den Besitz dieser Badestube kamen. Nach einer Überschwemmung der Neiße und starker Beschädigung des Bades brachten die Dominikaner die Mittel zur Reparatur des Gebäudes nicht mehr auf und mussten das Bad am 3. Juni 1461 ebenfalls an den Rat der Stadt verkaufen. Mit dem Verlust der Terminei in Görlitz endeten anscheinend zunächst aber auch ihre Almosensammelfahrten nach Görlitz. Erst 1476 erschienen wieder zwei Bunzlauer Dominikaner in Görlitz und wollten wieder predigen, Beichte hören und Almosen sammeln. Der Stadtpfarrer räumte ihnen aber keine Kanzel zum Predigen und auch keinen Beichtstuhl ein, so dass sie wieder abziehen mussten.
1491 versuchten wieder zwei Bunzlauer Dominikanermönche vom Magistrat eine Bettelerlaubnis für Görlitz zu erhalten, und sie legten zur Rechtfertigung die Bettelerlaubnis von 1370 vor. Der Magistrat verweigerte ihnen jedoch die Erlaubnis mit der Begründung, dass die Dominikaner nun schon sehr lange nicht mehr in Görlitz gebettelt und gepredigt hätten. Auch müsse die Stadt ihre Franziskanermönche unterhalten, ebenfalls Bettelmönche, und außerdem seien auch noch einige Kirchen unvollendet, deren Vollendung Vorrang habe. „Die frühere Dominikaner Terminei stand auf derselben Stelle wo sich jetzt die Amtswohnung des Aedituus der St. Peterskirche befindet.“ In dem wieder aufgebauten Gebäude wurde 1529 eine Schule eingerichtet.

### Das erste Ende des Klosters
1524 wurde die Reformation in der Stadt Bunzlau eingeführt. Das Kloster durfte keine neuen Mitglieder aufnehmen, aber die Mönche durften bis an ihre Lebensende im Kloster wohnen. 1524 soll das Kloster noch 15 Mönche beherbergt haben, von denen allerdings 10 bald darauf das Kloster verließen und heirateten oder ein Handwerk erlernten. Die Kirchengelder der Klosterkirche in Höhe von 100 Mark wurden eingezogen, die Kirchenschätze bis auf zwei Kelche, die Monstranz und ein silbernes Kreuz beschlagnahmt. 1538 wurde dem Magistrat vom böhmischen Landesherrn König Ferdinand II. zwar angeordnet, das Kloster nicht weiter zu bedrängen, was der Magistrat jedoch missachtete. Ein Jahr zuvor war auch die Glocke vom Turm genommen worden. 1545 stürzte der letzte Mönch, Paul Winter, vom Dach des Klostergebäudes zu Tode, als er versuchte ein Loch zu reparieren, durch das es durchregnete.
Das verwaiste Kloster wurde nun vom Magistrat der Stadt in Besitz genommen. In der Klosterbibliothek wurde ein Getreidespeicher eingerichtet. Im Innenhof wurden acht Mietshäuser gebaut, und die Klosterkirche wurde abgerissen. Die verlassenen Klostergebäude wurden dem Georg Butlern zur Einrichtung einer Salpetersiederei überlassen, die allerdings kein finanzieller Erfolg wurde. Er blieb mit der vereinbarten Pacht in Rückstand, und der Vertrag wurde gekündigt. 1554 wurde dann das Hospital in die ehemaligen Klostergebäude verlegt, auch wurden Armenwohnungen eingerichtet. Der Breslauer Bischof Balthasar von Promnitz erlaubte der Stadt sogar, die Einnahmen des Klosters zum Nutzen der neuen Bewohner zu verwenden, aber unter der Maßgabe, sollten sich erneut Dominikanerbrüder in der Stadt einfinden, müsste das Kloster ihnen wieder eingeräumt werden.

### Wiederbesiedlung des Klosters
Nach Ehrhardt sollen die Dominikaner schon 1629 bis 1632 wieder nach Bunzlau zurückgekehrt sein. Sie flohen aber erneut im DreßigjährigenKrieg beim Einmarsch der schwedisch-sächsischen Truppen 1632. Erst im Jahr 1660 kehrten die Dominikaner auf Dauer in die Stadt und in die ehemaligen Klostergebäude zurück. Sie verlangten auch die Übergabe der acht auf dem Klostergelände errichteten Mietshäuser, was die Stadt zunächst ablehnte. Es kam zum Prozess, der erst 1677 zugunsten der Mönche endete. Die Dominikaner mussten sich aber verpflichten, in den acht Häusern kein Handwerk zu betreiben und auch keinen Getränkeausschank einzurichten. Die Grenzen des Klosterbereichs wurden genau festgesetzt. Das Kloster wurde damals wieder der polnischen Ordensprovinz der Dominikaner zugeordnet. 1660 erhielten die Dominikaner außerdem für den wieder errichteten Marienaltar zwei Gulden von der Stadt.
1676 wurde an der neuen Klosterkirche gebaut, wie Baurechnungen zeigen. Der Baumeister Michael Burger erhielt damals 25 Taler 25 Groschen, der Maurer Balthasar Heroldt 24 Groschen. Der Meister Elias Kuhmann wurde beauftragt, die Chormauer hinter dem Altar aufzuführen, die Kirche zu verputzen und zwei Türen zu verfertigen, nämlich die große Tür und hinter dem Altar die Sakristeitür. Er erhielt dafür 30 Taler. Von Breslau orderten die Brüder ein großes Marienbild. 1677 schenkte der Magistrat dem Dominikanerkonvent etwas Geld zum Kauf von Fleisch und Brot zum Fest Mariae Victoriae. Auch zu den Hauptfesten erhielt der Konvent eine kleine Unterstützung. Im Mai 1689 erhielten die Dominikaner 1000 Ziegel zur Erbauung eines Giebel. Im April 1690 erhielten sie noch einmal 1000 Ziegel.
1705 machte der Bunzlauer Bürger J. G. Pachur eine Messstiftung.
1706 wurde das Kloster wie auch die anderen schlesischen Klöster von der polnischen Ordensprovinz abgetrennt und an die böhmische Provinz angeschlossen.
1714 ließ der damalige Prior Leopold Fuchs ein neues Refektorium an die älteren Klostergebäude anbauen.
1728 kam es zum Streit zwischen den Dominikanern und dem Erzpriester und Stadtpfarrer Mentzel. Anlässlich der Beerdigung der Kantorsfrau Barbara Helene Colerus geb. Wolfgeil beanspruchten die Dominikaner den Vorrang vor dem Erzpriester, da die Verstorbene der Brüderschaft des Heiligen Rosenkranzes angehörte. Mentzel bestand aber auf seinem Vorrecht, und die Dominikaner mussten klein beigeben.
Am 2. Mai 1739 zerstörte ein Stadtbrand fast das ganze Kloster; nur das Refektorium blieb erhalten. Das Kloster wurde danach wieder aufgebaut. 1752 wurden unter Prior Theophil Lincke zwei Glocken beschafft und vom Abt des Augustiner-Chorherrenstifts Sagan Johann Karl Leist geweiht. Die größere Glocke war der Heiligen Jungfrau de Victoria geweiht und kostete 110 Gulden, die kleinere Glocke war dem hl. Dominikus gewidmet. 1751 hatte der Konvent sechs Mitglieder.
1754 wurden die schlesischen Dominikanerklöster von der böhmischen Provinz abgetrennt und bildeten die Congregatio S. Ceslai. 1756 hatte das Kloster noch sechs Insassen: Joseph Tiedlinger, Vikar, Antonius Arleth, Senior, Stephanus Krische, concionator ordinarius (Prediger), Vincentius Loos, promotor SS. Rosarii (Förderer der Rosenkranzgemeinschaft), Gundisalvus Zindat, eleemosinae collector (Almosensammler) und Bernardus Jäger, novizius in 3. annum, cocus (Novize und Koch).
1779 wurde der Hauptaltar der Klosterkirche durch Johannes Schlapach aus Marienthal erneuert. Diese Arbeiten kosteten 246 Taler.

### Priore
Die Vorsteher der Klöster im Dominikanerorden wurden Priore genannt, hatten also eine Stellung vergleichbar den Äbten von anderen katholischen Männerorden.
| Amtszeit                       | Prior                                 | Sonstige Ämter und Anmerkungen                            |
| ------------------------------ | ------------------------------------- | --------------------------------------------------------- |
| 1293                           | Heinrich                              | Prior                                                     |
| 1296                           | Johannes                              | Prior                                                     |
| 1460                           | Johannes Vogelweide                   | Vikar und Prior, Michael Trebsand Lesemeister             |
| 1461                           | Nikolaus Tilemanne                    | Prior                                                     |
| 1666                           | Remigius                              | Prior                                                     |
| 1676 bis 1681                  | Clemens Crodel                        | Prior                                                     |
| bis 1689                       | Augustin Hertzel                      | Prior                                                     |
| ?                              | Ambrosius Wetter                      | Prior                                                     |
| 1714                           | Leopold Fuchs                         | Prior                                                     |
| 1721                           | Jordan Baumgarten                     | Prior                                                     |
| 1723                           | Albert/Adalbert Ludwig                | Prior                                                     |
| 1724                           | Johann Ehrenfeld                      | Prior                                                     |
| 1725 bis 1728                  | August Nerlich/Gerlach                | Prior Thomas Steiner Prediger                             |
| 1729                           | Humbert Wenger                        | Prior                                                     |
| 1733                           | Amandus Hetzel                        | Prior                                                     |
| 1736                           | Thomas Steiner                        | Prior                                                     |
| 1743                           | Maximilian Pucher                     | Prior                                                     |
| 1747                           | Raphael Süßmilch                      | Vikar                                                     |
| 1748                           | Albert Meisner                        | Vikar                                                     |
| 1752 bis Januar 1754           | Theophil Lincke                       | Prior                                                     |
| 1754 bis April 1755            | Thomas Pompe aus Oppau                | Prior (oder Vikar?)                                       |
| April 1755 bis 1755            | Albert Meisner                        | Vikar, wurde zum Prior von Oppeln berufen                 |
| 1755 bis 1756                  | Maximilian Pucher                     | Prior (oder Vikar) kam nach 12 Jahren wieder nach Bunzlau |
| 1756 bis 1764                  | Joseph Lidlinger (oder Tiedlinger)    | Vikar                                                     |
| 1764 bis 1770                  | Hermann Werner                        | Vikar                                                     |
| Mai 1770 bis 28. November 1771 | Sigismund Waltz († 28. November 1771) | Vikar                                                     |
| 7. Dezember 1771 bis 1773      | Hyacinth Petersen                     | Vikar                                                     |
| 1773 bis 1775                  | Stephan Krische                       | Vikar                                                     |
| 1775 bis 1780                  | Augustin Schmidt aus Frankenstein     | Vikar                                                     |
| 1780 bis 24. September 1782    | Ceslaus Kobert († 24. September 1782) | Vikar                                                     |
| 1782 bis 1784                  | Bonifaz Seeliger aus Ratibor          | Vikar                                                     |
| 1784 bis 1785                  | Fortunatus Adam aus Ratibor           | Vikar                                                     |
| 1785 bis 1786                  | Seraphin Schubert aus Glogau          | Vikar                                                     |
| 1786 bis 1790                  | Anselm Neumann                        | Vikar                                                     |
| 1790 bis ?                     | Anselm Schmidt von Breslau            | Vikar                                                     |
| 1795 bis 1798                  | Anselm Neumann                        | Präsidator generalis                                      |
| 1799                           | Jordan                                | Vikar                                                     |

### Das Ende des Klosters
Mit dem Säkularisationsedikt König Friedrich Wilhelms III. vom 30. Oktober 1810 wurde das Dominikanerkloster Bunzlau vom preußischen Staat eingezogen. Der Konvent hatte damals noch drei Mitglieder: zwei Geistliche und ein Laienbruder. In den Klostergebäuden wurde 1812 eine evangelische Schule eingerichtet. Das Inventar wurde versteigert, der Hauptaltar der Klosterkirche wurde in die Pfarrkirche Mariä-Himmelfahrt gebracht. 1816 wurde die Klosterkirche abgerissen. An der Stelle wurde ein zweites Schulgebäude errichtet, das allerdings kurz nach dem Zweiten Weltkrieg wieder abgerissen wurde.